# 9.3×57mm 마우저

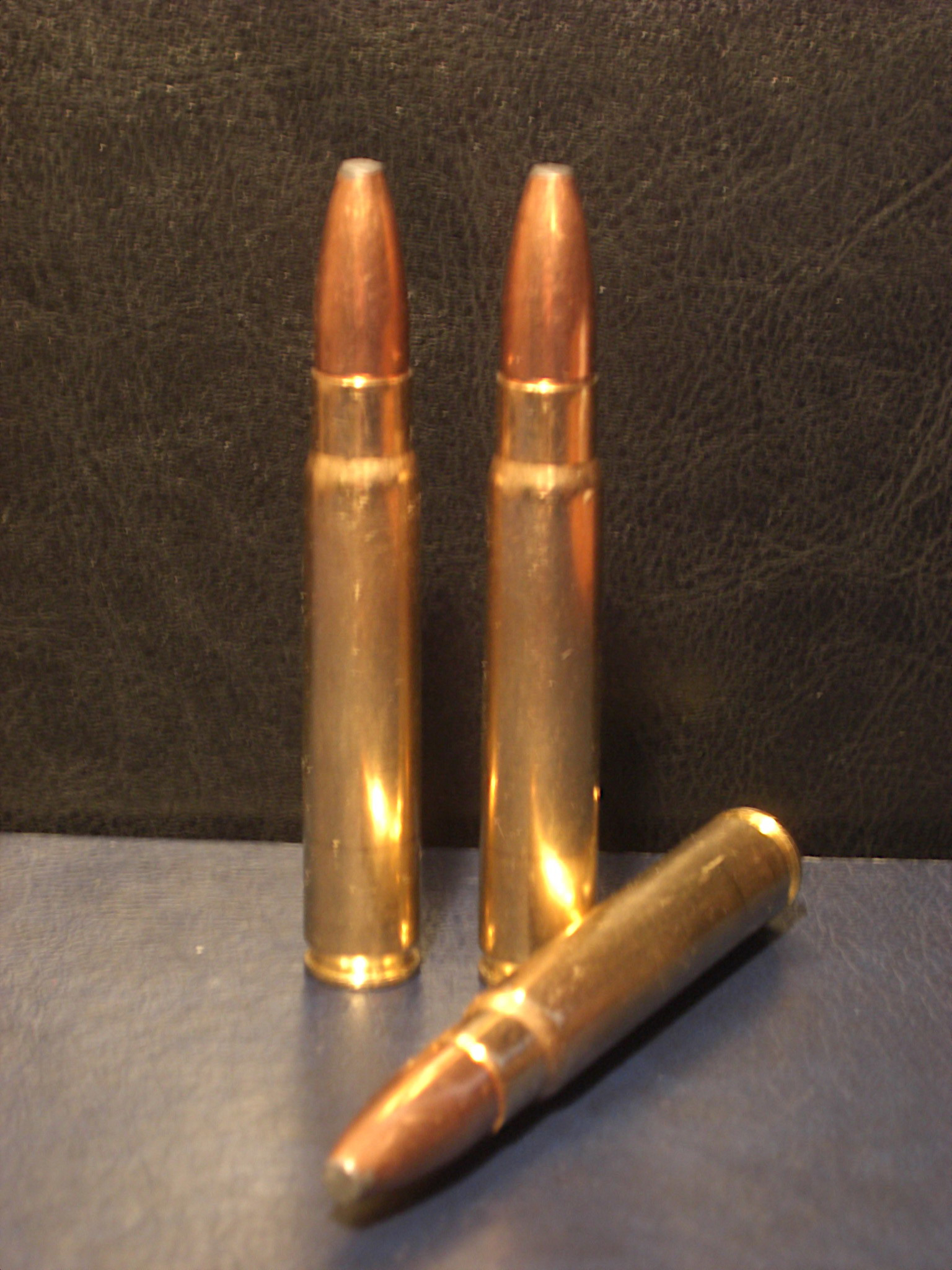

9.3×57mm는 7.92×57mm 마우저 탄약의 넥업으로 만들어졌다. 1900년에 도입된 9.3×57mm(총알 직경 .365인치)는 탄피의 일부 치수가 약간 다르더라도 9×57mm 마우저와 밀접한 관련이 있다. 9.3×57mm는 스칸디나비아의 말코손바닥사슴 사냥꾼들 사이에서 여전히 꽤 인기가 많다(스웨덴 사냥꾼들 사이에서는 느리고 무거운 총알 때문에 "potatiskastaren", 즉 스푸드 건이라는 애칭으로 불린다). 노르마에서 232 그레인 (15.0 g) 및 285 그레인 (18.5 g) 총알이 장전된 공장 장전 탄약을 구할 수 있다. 232gr 총알이 장전된 9.3×57mm 노르마 공장 장전 탄약은 2,362 피트 매 초 (720 m/s)의 총구 속도를 내며 2,875 foot-pounds force (3,898 J)의 에너지를 발휘하여 9×57mm보다 10-20% 더 강력하다.

## 사용
스칸디나비아에서 멧돼지와 말코손바닥사슴 사냥에 사용된다. 이 탄약에 장전되는 9.3mm 총알(.366인치 직경)은 232그레인과 286그레인 무게로 나온다.

## 재장전
월드 탄약집에는 232그레인과 286그레인 총알에 IMR3031 화약을 사용한 재장전 정보와 노르마 공장 장전 탄약이 나열되어 있다.
월드 탄약집에 나열된 장전량은 유효하지만 오래되었다. 장전 정보는 IMR 3031보다 새로운 화약을 반영하도록 업데이트되지 않았다.
C.I.P. https://bobp.cip-bobp.org/uploads/tdcc/tab-i/9-3-x-57-en.pdf